# Генвег
Генвег (нід. Heenweg) — село в нідерландській провінції Південна Голландія. Входить до муніципалітету Вестланд.